# Eugnophomyia turneri
Eugnophomyia turneri är en tvåvingeart som först beskrevs av Alexander 1930.  Eugnophomyia turneri ingår i släktet Eugnophomyia och familjen småharkrankar. Inga underarter finns listade i Catalogue of Life.